# Hesselvad Bro
Hesselvad bro er fra 1850'erne og fører den gamle landevej over Åkær Å. Hesselvad betyder vadestedet ved Hassle kratte. Vejen er en del af den oprindelige vej mellem Ribe og Kolding der i 1790 var en del af hovedvej 1. Ved siden af vejen findes Hesselvad stenkiste.